# Carme Carretero i Romay
Carme Carretero i Romay (Saragossa, 28 de juny 1959) és una científica i política catalana d'origen aragonès, diputada al Parlament de Catalunya en la VII Legislatura.
És llicenciada en química per la Universitat de Saragossa i doctora en veterinària per la Universitat Autònoma de Barcelona. Fou elegida diputada pel PSC-Ciutadans pel Canvi a les eleccions al Parlament de Catalunya de 2003, després de les quals va ser nomenada secretària segona de la mesa del Parlament de Catalunya. El 2003 fou nomenada catedràtica del departament d'Enginyeria Química, Agrària i Tecnologia Alimentària de la Universitat de Girona. El 2007 en va esdevenir vicerectora de Política Europea i Internacionalització. El 2019 va ser reconeguda amb la Medalla d'Honor de la Xarxa Vives d'Universitats, per la seva trajectòria i compromís amb la ciència i cultura catalanes.